# Michel Béroff
Michel Béroff, né le 9 mai 1950 à Épinal (Vosges), est un pianiste français.

## Biographie

### Carrière
Michel Béroff commence ses études musicales au Conservatoire de Nancy auprès de François Cholé, qu’il poursuit au Conservatoire national supérieur de musique de Paris où il obtient le Premier prix en 1966, dans la classe de Pierre Sancan.
Il donne en 1967 son premier récital à Paris et remporte ensuite le premier prix du Concours international Olivier-Messiaen.
En 1972 et 1975 il visite l'Afrique du Sud. En 1996, il effectue une tournée au Japon comprenant des récitals avec des œuvres de Debussy et des concerts avec l’Orchestre symphonique de la NHK et le Shinsei Japan Philharmonic. En 1997, il donne une série de concerts avec l’Orchestre de la Résidence de La Haye et des œuvres d’Igor Stravinsky. À Paris, on a pu l’entendre dans une intégrale de l’œuvre pour piano de Debussy en cinq concerts. En 1998, il retourne au Japon avec l’Orchestre Philharmonia sous la direction d'Esa-Pekka Salonen. En 1999, il joue à New York avec l’Orchestre philharmonique de New York et Kurt Masur. En février 2000, il a effectué une tournée en Angleterre et en Espagne avec l’Orchestre philharmonique de Londres sous la baguette de Kurt Masur.
Sa carrière le mène à travers le monde et il joue avec des chefs tels que Claudio Abbado, Daniel Barenboïm, Leonard Bernstein, Pierre Boulez, Antal Dorati, Christoph Eschenbach, Charles Dutoit, Kurt Masur, Seiji Ozawa, André Previn, Mstislav Rostropovitch, Giuseppe Sinopoli, Georg Solti et Klaus Tennstedt. Il se produit aussi bien en récital qu’en musique de chambre aux côtés de Pierre Amoyal, Jean-Philippe Collard, Augustin Dumay, Barbara Hendricks et Lynn Harrell. Il a également étudié la direction d'orchestre et le répertoire pour la main gauche.
Michel Béroff enseigne au CNSMD de Paris depuis 1989,.
Il a été membre du jury de nombreux concours internationaux, Tchaïkovski, Van Cliburn, Leeds, Long-Thibault, Concours international de piano de Santander Paloma O’Shea en 2015.
Son importante discographie comporte notamment les intégrales des œuvres pour piano et orchestre de Liszt, Prokofiev, Stravinsky et Ravel, ainsi que des œuvres de Bach, Brahms, Schumann, Moussorgski, Saint-Saëns, Debussy, Ravel, Bartók ou Messiaen, dont il est un interprète réputé,.

### Vie privée
Michel Béroff naît le 9 mai 1950 à Épinal, de parents bulgares.
Il épouse la pianiste Marie-Josèphe Jude. Sa fille Pamina, né d'une précédente union, est chanteuse de jazz.

## Décorations
- Commandeur de l'ordre des Arts et des Lettres Il est promu au grade de commandeur par l'arrêté du 31 août 2018[8]. Officier en 2003[9]